# Lobophyllia erythraea
Lobophyllia erythraea is een rifkoralensoort uit de familie Mussidae. De wetenschappelijke naam van de soort is, als Isophyllia erythraea, in 1879 voor het eerst geldig gepubliceerd door de Duitse zoöloog Carl Benjamin Klunzinger.